# Xiaogongren
Xiaogongren av Uya-klanen, född 1660, död 1723, var en kinesisk änkekejsarinna. Hon var gift med Kangxi-kejsaren och mor till Yongzheng-kejsaren.
Xiaogongren var ursprungligen en av kejsarens många konkubiner. Då hon 1678 födde en tronarvinge fick hon titeln "Kejserlig Konkubin" (1679) och efter ännu en son 1681 titeln "Dygdig Kejserlig Gemål" (1682). Hon hade aldrig titeln kejsarinna under makens regeringstid. 
Då hennes son blev kejsare 1722 gav han henne titeln änkekejsarinna i hennes egenskap av kejsarmoder. Efter sin död fick hon postumt titeln kejsarinna. 